# Epizoanthus paguriphilus
Epizoanthus paguriphilus är en korallart som beskrevs av Addison Emery Verrill 1883. Epizoanthus paguriphilus ingår i släktet Epizoanthus och familjen Epizoanthidae. Inga underarter finns listade i Catalogue of Life.